# 돌라벨라 개선문
돌라벨라 및 실라누스 개선문(라틴어: Arcus Dolabellae et Silani) 또는 돌라벨라 개선문은 고대 로마의 아치이다. 기원후 10년, 집정관이었던 푸블리우스 코르넬리우스 돌라벨라와 가이우스 유니우스 실라누스에 의해 원로원 결의로 건축되었다.

## 개선문
이 개선문은 첼리오 언덕에 위치해 있으며, 카스트라 페레그리나(Castra Peregrina) 유적의 북쪽 모퉁이에 자리하고 있다. 현재의 산 파올로 델라 크로체 거리(Via di S. Paolo della Croce) 위를 가로지르고 있으며, 고대의 클리부스 스카우리(Clivus Scauri) 도로 선상에 위치한다. 이 위치는 돌라벨라 개선문이 세르비아누스 성벽의 문 중 하나를 재건한 것임을 시사하나, 정확히 어떤 문이었는지는 불확실하다. 포르타 쿠에르케툴라나(Porta Querquetulana 또는 Querquetularia) 혹은 포르타 카일리몬타나(Porta Caelimontana)가 후보로 거론된다. 후자가 더 유력한 것으로 여겨지지만, 카일리몬타나 문을 통해 도시 밖으로 이어지는 주요 도로는 없었다는 점에서 의문이 남는다.

## 역사
네로 황제 치세에 진행된 아쿠아 클라우디아의 확장 공사는 마지막 구간에서 돌라벨라 개선문을 활용하였다. 애초 이 개선문의 목적은 아쿠아 마르키아의 지류를 지탱하기 위한 구조였을 것으로 추정된다.

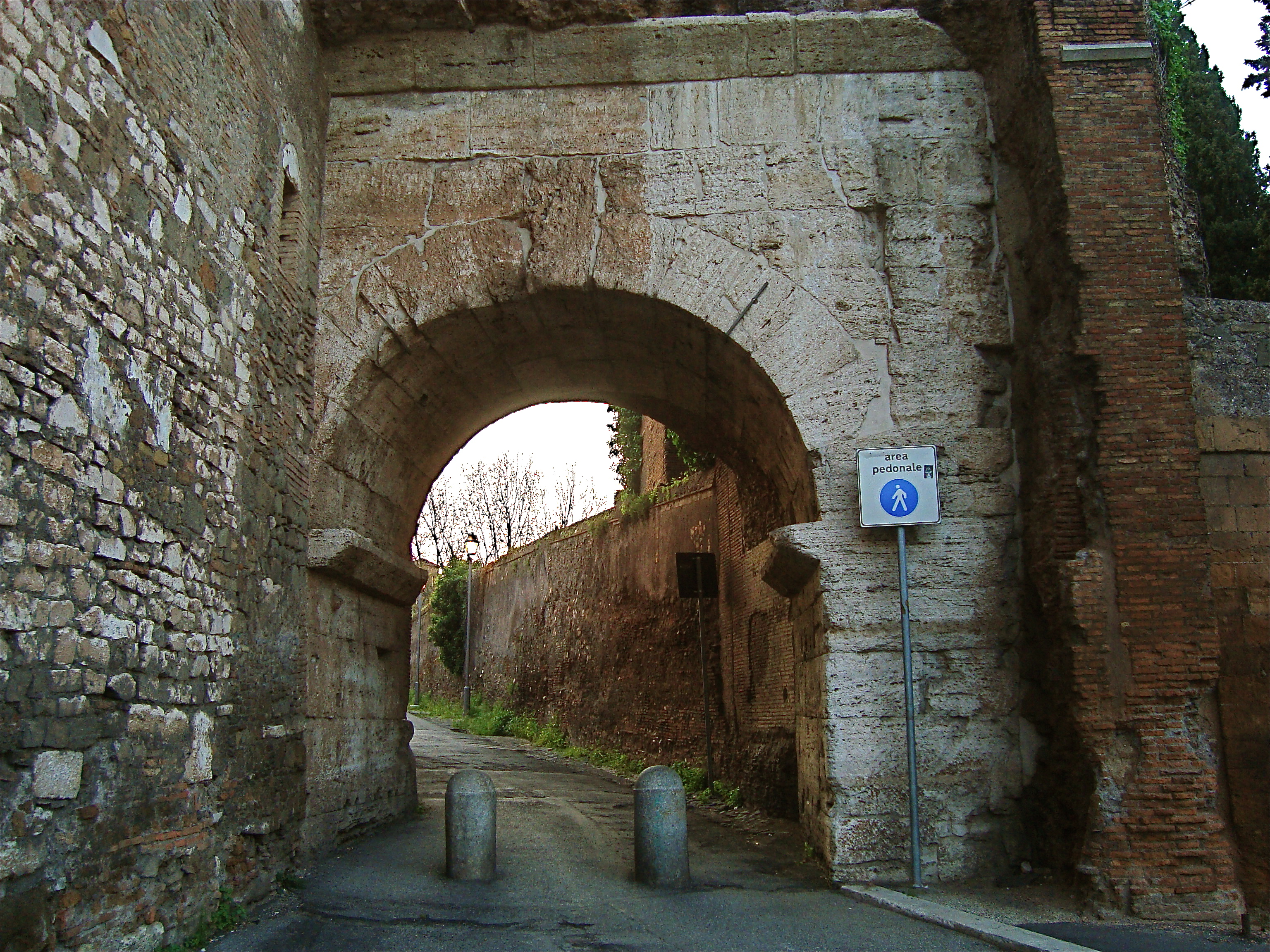
근접 사진

이 트래버틴 석재로 만든 개선문은 조각 부조로 장식되어 있지 않다.